# Tony Parker

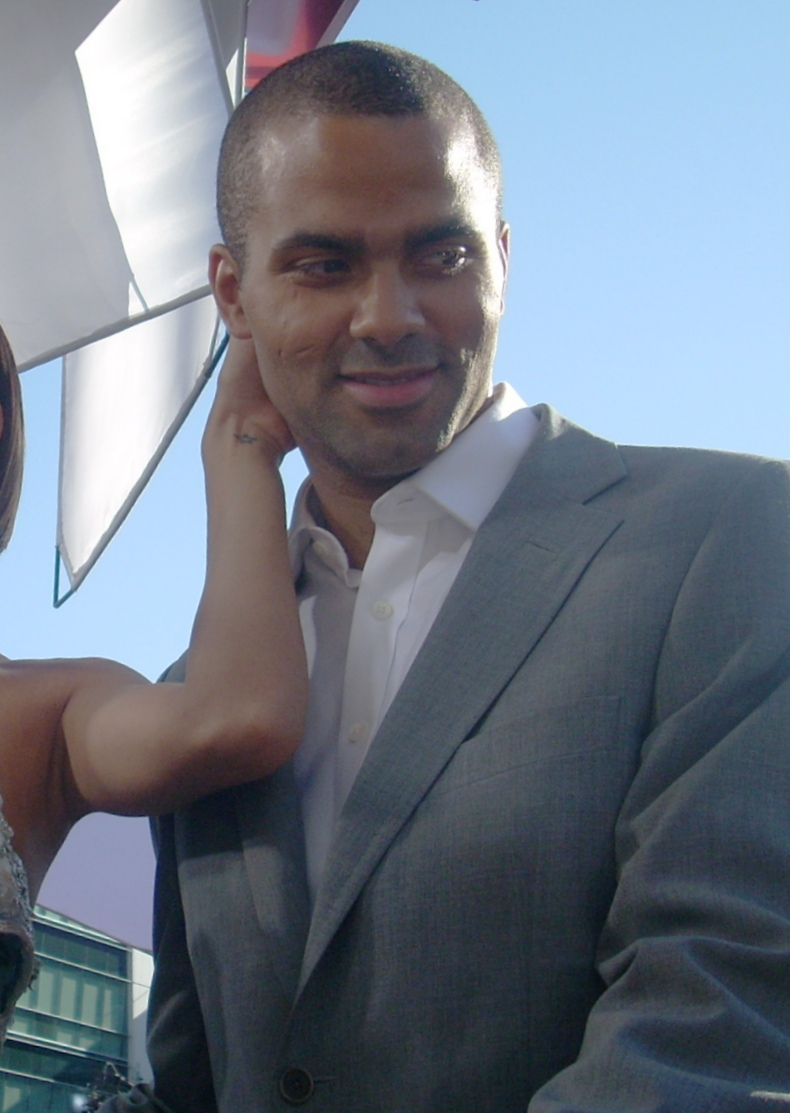
Tony Parker

Tony Parker (celým jménem William Anthony Parker) (* 17. května 1982, Bruggy, Belgie) je francouzský profesionální basketbalista, který hrál v americké NBA za tým San Antonio Spurs. Kariéru ukončil v roce 2019

## Životopis
Narodil se v belgickém městě Bruggy v rodině Tonyho Parkera staršího a Pamely Firestone. Jeho otec je Američan a bývalý basketbalový hráč a jeho matka byla modelka a pochází z Nizozemska. Spolu mají ještě další dva syny, Terence a Pierra. Všichni tři synové se v současné době věnují basketbalu.
Parker byl původně rozhodnutý hrát fotbal, ale, jak sám uvádí, hvězdná kariéra Michaela Jordana ho přesvědčila ke hraní basketbalu. Pozice rozehrávače (anglicky Point Guard nebo PG), na které hraje, byla do značné míry předurčena jeho výškou, neboť měří „na basketbalistu pouhých“ 188 cm. Svojí kariéru začal ve Francii, kde hrál v mládežnických soutěžích a v roce 1999 podepsal smlouvu v klubu Paris Basket Racing (PBR). O rok později byl pozván na Nike Hoop Summit, což je setkání nejlepších mladých basketbalistů Ameriky a světa, a dostal tak možnost hrát v americké universitní soutěži NCAA. Zájem o něj projevily hned dvě univerzity, z Kalifornie a Georgie, avšak Parker se rozhodl zůstat v pařížském klubu PBR. V tomto klubu odehrál ještě jednu sezónu a v roce 2001 se přihlásil do draftu americké NBA.
O rok dříve, v roce 2000, stihl zaznamenat velký úspěch s francouzským národním týmem, když Francie vyhrála mistrovství Evropy do osmnácti let a Parker byl vyhlášen nejužitečnějším hráčem celého turnaje.

## NBA
Tony Parker byl draftován v New Yorku 27. června 2001 týmem San Antonio Spurs jako dvacátý-osmý, tedy poslední v prvním kole draftu. Do San Antonia přišel jako náhradní rozehrávač, který střídal tehdejšího prvního rozehrávače, Antonia Danielse. Už první sezónu ale dosáhl velmi dobrých výsledků, především mezi nováčky, kde se umístil na osmém místě v počtu nastřílených bodů za zápas, na druhém místě v počtu asistencí, sedmém v počtu získaných míčů, pátém v počtu nastřílených trojek a počtu odehraných minut. Byl také nominován do nejlepšího týmu NBA složeného z nováčků (All-Rookie First Team).
Už ve své druhé sezóně nastupoval Parker jako první rozehrávač a člen základní sestavy a odehrál tak všech 82 zápasů v sezóně. Svými výkony pomohl San Antoniu k prvnímu místu po základní části NBA s celkovým počtem 60 vítězství a 22 porážek. Ve vyřazovací části prošlo San Antonio postupně přes týmy Phoenix Suns (stav série 4-2), Los Angeles Lakers (stav série 4-2) a Dallas Maverics (stav série 4-2) až do finále NBA, kde stejným poměrem, 4-2 na zápasy porazilo tým New Jersey Nets a Parker tak získal svůj první titul. I přes vítězství týmu se Parker v play-off potýkal s nevyrovnanými výkony a byl často střídán zkušenějšími rozehrávači.
Společně s týmem ze San Antonia vyhrál Tony Parker ještě dva tituly, a to v roce 2005, když porazili tým Detroit Pistons (stav série 4-3), a v roce 2007 po vítězství 4-0 na zápasy nad týmem Cleveland Cavaliers. V roce 2007 byl Parker dokonce vyhlášen nejužitečnějším hráčem finálové série (toto ocenění získal jako první Evropan vůbec), když ji dokončil s průměrem 24,5 bodů na zápas.
V současné době je Tony Parker dál hráčem týmu San Antonio Spurs a též členem základní sestavy týmu.
V roce 2019 ukončil kariéru.

## Mezinárodní úspěchy
Úspěch za francouzský národní tým slavil již v juniorské kategorii (vítězství na mistrovství Evropy do 18 let). Za seniorskou reprezentaci Francie odehrál Parker několik mistrovství Evropy (2001, 2003, 2005, 2007, 2009 a 2011) z nichž největším úspěchem bylo třetí místo v roce 2005 po výhře nad Španělskem a druhé místo v roce 2011, když ve finále Francie Španělsku podlehla. Na mistrovství světa v basketbale Parker se svým týmem žádnou medaili dosud nezískal.
Parker byl kapitánem basketbalové reprezentace Francie.

## Ocenění
- 4krát titul NBA (2003, 2005, 2007, 2014)
- Nejužitečnější hráč finálové série NBA v roce 2007
- 4krát nominován do NBA All-Star game (2006, 2007, 2009 a 2012)
- Zlatá medaile na mistrovství Evropy do 18 let s týmem Francie v roce 2000
- Nejužitečnější hráč mistrovství Evropy do 18 let v roce 2000
- Stříbrná medaile na mistrovství Evropy v roce 2011
- Bronzová medaile na mistrovství Evropy v roce 2005

## Rodina
6. července 2007 se v Paříži oženil s americkou herečkuu Evou Longoria, se kterou se 28. ledna 2011 rozvedli.